# Шкурихин, Владимир Петрович
Влади́мир Петро́вич Шкури́хин (26 июля 1958, Ижевск, Удмуртская АССР, РСФСР, СССР — 25 ноября 2017 Москва) — советский и российский волейболист и волейбольный тренер, игрок сборной СССР (1981—1989). Серебряный призёр Олимпийских игр 1988, чемпион мира 1982, обладатель Кубка мира 1981, четырёхкратный чемпион Европы. Нападающий. Заслуженный мастер спорта СССР (1982). Рост 201 см.

## Биография
Начал заниматься волейболом в ДЮСШ города Ижевска. Выступал за команды: 1975—1976 — ЦСКА, 1976—1978 — СКА (Ростов-на-Дону), 1978—1992 — «Динамо» (Московская область). В составе «Динамо»: четырёхкратный серебряный призёр чемпионатов СССР (1984, 1985, 1988, 1989), трёхкратный бронзовый призёр союзных первенств (1980, 1983, 1986), бронзовый призёр чемпионата России 1992, победитель розыгрыша Кубка обладателей кубков ЕКВ 1985.
С 1992 года играл за испанские клубы.
В сборной СССР в официальных соревнованиях выступал в 1981—1989 годах. В её составе: серебряный призёр Олимпийских игр 1988, чемпион мира 1982, серебряный призёр мирового первенства 1986, победитель Кубка мира 1981, серебряный (1985) и бронзовый (1989) призёр розыгрышей Кубка мира, четырёхкратный чемпион Европы (1981, 1983, 1985 и 1987), участник европейского первенства 1989, победитель Игр доброй воли 1986, победитель волейбольного турнира «Дружба-84».
После окончания игровой карьеры работал тренером в командах «Динамо» (Московская обл.), «Динамо» (Сочи), «Локомотив» (Новосибирск), в клубах Саудовской Аравии и Германии.
Работал учителем физкультуры в гимназии № 1542 г. Москвы